# قائمة المساجد في فيتنام
هذه قائمة المساجد في فيتنام.
| اسم                    | صورة المسجد | موقع                       | سنة/قرن | ملاحظات                     |
| ---------------------- | ----------- | -------------------------- | ------- | --------------------------- |
| Al Rahim Mosque        |             | مدينة هو تشي منه           | 1885    | مسجد شعب ماليزيا وإندونيسيا |
| مسجد الإحسان           |             | تشاو دوك، محافظة أن زانغ   | 1937    | مسجد شعب تشام               |
| Hue Indian Mosque      |             | هوي، محافظة تهوا تهين هويه | 1921    | مسجد شعب هوي والهنود        |
| Jamiul Muslimin Mosque |             | مدينة هو تشي منه           | ?       | مسجد هندي                   |
| مسجد مبارك             |             | Phú Tân ‏،محافظة أن زانغ    | 1750    |                             |
| Musulman Mosque        |             | مدينة هو تشي منه           | 1935    |                             |